# D 420 (Türkei)
Die Straße D 420 (Devlet yolu 420) ist eine 70 km lange Straße in der Türkei. Sie beginnt in Samandağ an der Mittelmeerküste und folgt dem Tal des unter seinem historischen Namen Orontes bekannteren, aus Syrien kommenden Flusses Asi Nehri nach Antakya, dem historischen Antiochia, und kreuzt dort einen isolierten Abschnitt der D 817 (Umgehung von Antakya) und die D 825 (Europastraße 91). Von Antakya setzt sie sich nach Osten, weitgehend in der Nähe der syrischen Grenze, nach Reyhanlı fort. Dieser Abschnitt hat durch das Erdbeben in der Türkei und Syrien 2023 schwere Schäden erlitten. Die Straße trifft hier auf die D 827 (Europastraße 98), die zum nahegelegenen Grenzübergang (Cilvegözü Sınır Kapısı) nach Syrien führt.